# 히데그쿠티 난도르
히데그쿠티 난도르(헝가리어: Hidegkuti Nándor, 1922년 3월 3일 ~ 2002년 2월 14일)는 과거 헝가리의 축구 선수이자, 축구 감독이다. 그는 공격수로 뛰었으며, 대부분의 선수 생활을 MTK 헝가리아 FC에서 보냈다. 그는 또 1950년대에 매직 마자르로 알려져 있던 전설적인 헝가리팀의 걸출한 선수로, 팀에는 다른 멤버로 푸슈카시 페렌츠, 치보르 졸탄, 코치시 샨도르와 보지크 요세프가 포함되어 있었다. 그는 1953년에 딥 라잉 센터 포워드로 뛰었고, 그는 웸블리 스타디움에서 헝가리가 잉글랜드를 6-3으로 이겼을 때 해트트릭을 기록했다. 히데그쿠티는 넓은 범위에서 뛰면서 다른 공격수 4명에게 공을 배급할 수 있는 능력을 가지고 있었기 때문에, 이는 잉글랜드 수비진에 상당한 혼란을 초래하는 원인이 될 수 있었다. 이 방법은 혁신적인 전술로, 당시 축구계에 큰 혁명을 일으켰다. 이 전술은 현재 잘 알려져 있는 세컨드 스트라이커인 프란체스코 토티와 웨인 루니 같은 선수들이 오늘날 사용하고 있다.
히데그쿠티는 헝가리, 이탈리아, 폴란드 및 이집트의 클럽에서 감독 생활을 했다. 1961년, 그는 ACF 피오렌티나의 감독이 되어 초대 UEFA 컵 위너스 컵에서 팀을 우승으로 인도했고, 팀은 결승전에서 레인저스를 4-1로 물리쳤다. 이와 더불어 1963년에는 죄르 ETO FC를 맡아 헝가리 리그에서 우승시켰고, 1965년에는 팀을 유러피언컵 준결승전까지 진출시켰으나, 후에 준우승한 SL 벤피카에게 패하고 말았다.
히데그쿠티는 2002년 2월 14일에 심장과 폐질환으로 인해 세상을 떠났으며, 그의 사후에 MTK 헝가리아 FC는 그의 업적을 기려 경기장의 명칭을 히데그쿠티 난도르 슈터디온으로 개명하였다.

## 월드컵과 사건
히데그쿠티 난도르는 1954년 FIFA 월드컵에 헝가리 축구 국가대표팀의 일원으로 출전했다. 조별리그에서 대한민국 축구 국가대표팀을 9-0으로 압도적으로 이기는 등 승승장구한 끝에 8강에 진출하였고 8강에서 브라질을 상대로 히데그쿠티는 경기 시작 4분만에 골을 넣었다. 그런데 이 과정에서 브라질의 수비수가 히데그쿠타의 바지를 잡아당기는 바람에 히데그쿠티는 바지가 찢어져서 관중들에게 성기를 드러내고 말았으며 이것이 베른의 전투의 원인이 되었다.

## 수상 경력
선수
헝가리
- 올림픽 우승
  - 1952
- 중앙유럽 챔피언
  - 1953
- 월드컵
  - 준우승: 1954

페렌츠바로시 TC
MTK/텍스타일/바스티아/뵈뢰시 로보고
- 헝가리 챔피언: 3
  - 1951, 1953, 1958
- 헝가리컵: 1
  - 1952
- 미트로파컵: 1
  - 1955

감독
ACF 피오렌티나
- UEFA 컵위너스컵: 1
  - 1961

기외리 에토 FC
- 헝가리 챔피언: 1
  - 1963
- 유러피언컵
  - 준결승: 1965 1

## 같이 보기
- 베른의 전투